# Goodbye (Cream-Album)
Goodbye (auch Goodbye Cream) ist das vierte Album der Bluesrock-Gruppe Cream. Es besteht aus drei Studio- und drei Liveaufnahmen. Es erreichte Platz 2 in den Billboard 200 der Vereinigten Staaten und als einziges Album der Band den ersten Platz in Großbritannien. Die ausgekoppelte Single Badge erreichte dort Platz 18.

## Entstehung
Nachdem das Ende der Gruppe abzusehen war, beschlossen Ginger Baker, Jack Bruce und Eric Clapton im Oktober und November 1968 auf eine Abschiedstournee zu gehen und ein letztes Album, Goodbye zu produzieren. Für dieses Album wurden drei Liveaufnahmen des Konzertes vom 19. Oktober 1968 im The Forum, Los Angeles verwendet, I’m so Glad vom Debütalbum, Politician von Wheels of Fire und der Bluesklassiker Sitting on Top of the World nach dem Arrangement von Chester Burnett. Dazu kamen drei Studioaufnahmen, von denen je eine von Baker, Bruce und Clapton geschrieben wurde. Das Album wurde im März 1969, vier Monate nach der Auflösung der Band, veröffentlicht. Das Album-Cover wurde von Alan Aldridge gestaltet.

## Titelliste

### Seite 1
1. I’m so Glad (Skip James) – 9:11
2. Politician (Jack Bruce, Pete Brown) – 6:19

### Seite 2
1. Sitting on Top of the World (Walter Vinson, Lonnie Chatmon; arr. Chester Burnett) – 5:01
2. Badge (Eric Clapton, George Harrison) – 2:45
3. Doing That Scrapyard Thing (Bruce, Brown) – 3:14
4. What a Bringdown (Ginger Baker) – 3:56

- Spielzeiten stammen von der LP, die der CD weichen leicht ab.
- George Harrison ist auf dem Originalcover der LP nicht als Mitkomponist aufgeführt.

## Zusätzliche Musiker
- Felix Pappalardi – Klavier, Mellotron, Bass bei den Studioaufnahmen
- George Harrison (als L’Angelo Misterioso)  – Rhythmusgitarre, Gesang bei Badge